# Pombalia velutina
Pombalia velutina (Schulze-Menz) Paula-Souza – gatunek roślin z rodziny fiołkowatych (Violaceae). Występuje naturalnie w Paragwaju oraz Brazylii (w stanach São Paulo, Paraná i Rio Grande do Sul). 

## Morfologia
PokrójBylina dorastająca do 20 cm wysokości.
LiścieBlaszka liściowa ma odwrotnie jajowaty lub lancetowaty kształt. Mierzy 2,3–4,4 cm długości oraz 0,8–1,6 cm szerokości, jest piłkowana na brzegu, ma zbiegającą po ogonku nasadę i ostry lub tępy wierzchołek. Przylistki są od równowąskich do lancetowatych, nietrwałe i osiągają 6–8 mm długości. Ogonek liściowy jest nagi.
KwiatyPojedyncze, wyrastające z kątów pędów. Mają działki kielicha o owalnym kształcie i dorastające do 8 mm długości. Płatki są od podługowatych do lancetowatych, mają białą barwę oraz 6–17 mm długości.
OwoceTorebki mierzące 8-10 mm długości, o elipsoidalnym kształcie.